# Andreas Herzog
Andreas Herzog (Vienna, 10 settembre 1968) è un allenatore di calcio ed ex calciatore austriaco di ruolo centrocampista.
Noto per la sua abilità nel tirare i calci di rigore, è il terzo giocatore austriaco con più presenze in nazionale, dopo Marko Arnautovic e David Alaba.

## Carriera

### Giocatore
A livello di club, Herzog giocò nel Rapid Vienna (1986-1992 e 2002-2003,vincendo un Campionato austriaco e due Supercoppe d'Austria), nel Werder Brema (Dal 1992 al 1996 vincendo una Bundesliga, una Coppa di Germania e due Supercoppe di Germania e poi dal 1996 al 2002 vincendo una Coppa Intertoto e una Coppa di Germania),nel Bayern Monaco (1995-1996, Vittoria della Coppa UEFA) e nel Los Angeles Galaxy (2004). Con la maglia dell'Austria prese parte ai campionati mondiali di Italia 1990 e Francia 1998. Nelle sue 103 presenze in nazionale mise a segno 27 gol.
Herzog si ritirò dal calcio nel 2004, dopo un anno nel Los Angeles Galaxy, in una stagione conclusa con 4 gol e sette assist.

### Allenatore
Dal 30 settembre 2005 al 31 dicembre 2005 fu allenatore interim dell'Austria, insieme a Willie Ruttensteiner e Slavo Kovačić. Dal 1º gennaio 2006 diventa vice di Josef Hickersberger appena divenuto ct dell'Austria.
Il 4 marzo 2008 diventa allenatore dell'Austria Under-21. Il 17 dicembre 2011 lascia la guida dell'Austria Under-21, per diventare vice di Jürgen Klinsmann alla guida degli Stati Uniti.

## Statistiche

### Cronologia presenze e reti in nazionale
| Cronologia completa delle presenze e delle reti in nazionale ― Austria | Cronologia completa delle presenze e delle reti in nazionale ― Austria | Cronologia completa delle presenze e delle reti in nazionale ― Austria | Cronologia completa delle presenze e delle reti in nazionale ― Austria | Cronologia completa delle presenze e delle reti in nazionale ― Austria | Cronologia completa delle presenze e delle reti in nazionale ― Austria | Cronologia completa delle presenze e delle reti in nazionale ― Austria | Cronologia completa delle presenze e delle reti in nazionale ― Austria |
| Data                                                                   | Città                                                                  | In casa                                                                | Risultato                                                              | Ospiti                                                                 | Competizione                                                           | Reti                                                                   | Note                                                                   |
| ---------------------------------------------------------------------- | ---------------------------------------------------------------------- | ---------------------------------------------------------------------- | ---------------------------------------------------------------------- | ---------------------------------------------------------------------- | ---------------------------------------------------------------------- | ---------------------------------------------------------------------- | ---------------------------------------------------------------------- |
| 6-4-1988                                                               | Atene                                                                  | Grecia                                                                 | 2 – 2                                                                  | Austria                                                                | Amichevole                                                             | -                                                                      |                                                                        |
| 20-9-1988                                                              | Praga                                                                  | Cecoslovacchia                                                         | 4 – 2                                                                  | Austria                                                                | Amichevole                                                             | -                                                                      |                                                                        |
| 19-10-1988                                                             | Kiev                                                                   | Unione Sovietica                                                       | 2 – 0                                                                  | Austria                                                                | Qual. Mondiali 1990                                                    | -                                                                      |                                                                        |
| 2-11-1988                                                              | Vienna                                                                 | Austria                                                                | 3 – 2                                                                  | Turchia                                                                | Qual. Mondiali 1990                                                    | 2                                                                      |                                                                        |
| 25-3-1989                                                              | Vienna                                                                 | Austria                                                                | 0 – 1                                                                  | Italia                                                                 | Amichevole                                                             | -                                                                      |                                                                        |
| 11-4-1989                                                              | Vienna                                                                 | Austria                                                                | 1 – 2                                                                  | Cecoslovacchia                                                         | Amichevole                                                             | 1                                                                      |                                                                        |
| 20-5-1989                                                              | Lipsia                                                                 | Germania Est                                                           | 1 – 1                                                                  | Austria                                                                | Qual. Mondiali 1990                                                    | -                                                                      |                                                                        |
| 31-5-1989                                                              | Oslo                                                                   | Norvegia                                                               | 4 – 1                                                                  | Austria                                                                | Amichevole                                                             | -                                                                      |                                                                        |
| 14-6-1989                                                              | Reykjavík                                                              | Islanda                                                                | 0 – 0                                                                  | Austria                                                                | Qual. Mondiali 1990                                                    | -                                                                      |                                                                        |
| 23-8-1989                                                              | Salisburgo                                                             | Austria                                                                | 2 – 1                                                                  | Islanda                                                                | Qual. Mondiali 1990                                                    | -                                                                      |                                                                        |
| 6-9-1989                                                               | Vienna                                                                 | Austria                                                                | 0 – 0                                                                  | Unione Sovietica                                                       | Qual. Mondiali 1990                                                    | -                                                                      |                                                                        |
| 25-10-1989                                                             | Istanbul                                                               | Turchia                                                                | 3 – 0                                                                  | Austria                                                                | Qual. Mondiali 1990                                                    | -                                                                      |                                                                        |
| 15-11-1989                                                             | Vienna                                                                 | Austria                                                                | 3 – 0                                                                  | Germania Est                                                           | Qual. Mondiali 1990                                                    | -                                                                      |                                                                        |
| 28-2-1990                                                              | Il Cairo                                                               | Egitto                                                                 | 0 – 0                                                                  | Austria                                                                | Amichevole                                                             | -                                                                      |                                                                        |
| 3-5-1990                                                               | Vienna                                                                 | Austria                                                                | 1 – 1                                                                  | Argentina                                                              | Amichevole                                                             | -                                                                      |                                                                        |
| 30-5-1990                                                              | Vienna                                                                 | Austria                                                                | 3 – 2                                                                  | Paesi Bassi                                                            | Amichevole                                                             | -                                                                      |                                                                        |
| 9-6-1990                                                               | Roma                                                                   | Italia                                                                 | 1 – 0                                                                  | Austria                                                                | Mondiali 1990 - 1º turno                                               | -                                                                      |                                                                        |
| 15-6-1990                                                              | Firenze                                                                | Austria                                                                | 0 – 1                                                                  | Cecoslovacchia                                                         | Mondiali 1990 - 1º turno                                               | -                                                                      |                                                                        |
| 19-6-1990                                                              | Firenze                                                                | Austria                                                                | 2 – 1                                                                  | Stati Uniti                                                            | Mondiali 1990 - 1º turno                                               | -                                                                      |                                                                        |
| 21-8-1990                                                              | Vienna                                                                 | Austria                                                                | 1 – 3                                                                  | Svizzera                                                               | Amichevole                                                             | -                                                                      |                                                                        |
| 12-9-1990                                                              | Landskrona                                                             | Fær Øer                                                                | 1 – 0                                                                  | Austria                                                                | Qual. Euro 1992                                                        | -                                                                      |                                                                        |
| 31-10-1990                                                             | Belgrado                                                               | Jugoslavia                                                             | 4 – 1                                                                  | Austria                                                                | Qual. Euro 1992                                                        | -                                                                      |                                                                        |
| 22-5-1991                                                              | Salisburgo                                                             | Austria                                                                | 3 – 0                                                                  | Fær Øer                                                                | Qual. Euro 1992                                                        | -                                                                      |                                                                        |
| 5-6-1991                                                               | Odense                                                                 | Danimarca                                                              | 2 – 1                                                                  | Austria                                                                | Qual. Euro 1992                                                        | -                                                                      | cap.                                                                   |
| 4-9-1991                                                               | Porto                                                                  | Portogallo                                                             | 1 – 1                                                                  | Austria                                                                | Amichevole                                                             | -                                                                      | cap.                                                                   |
| 9-10-1991                                                              | Vienna                                                                 | Austria                                                                | 0 – 3                                                                  | Danimarca                                                              | Qual. Euro 1992                                                        | -                                                                      |                                                                        |
| 16-10-1991                                                             | Dublino                                                                | Irlanda                                                                | 2 – 1                                                                  | Austria                                                                | Qual. Euro 1992                                                        | -                                                                      |                                                                        |
| 13-11-1991                                                             | Vienna                                                                 | Austria                                                                | 0 – 2                                                                  | Jugoslavia                                                             | Qual. Euro 1992                                                        | -                                                                      |                                                                        |
| 25-3-1992                                                              | Budapest                                                               | Ungheria                                                               | 2 – 1                                                                  | Austria                                                                | Amichevole                                                             | -                                                                      |                                                                        |
| 14-4-1992                                                              | Vienna                                                                 | Austria                                                                | 4 – 0                                                                  | Lituania                                                               | Amichevole                                                             | -                                                                      |                                                                        |
| 29-4-1992                                                              | Vienna                                                                 | Austria                                                                | 1 – 1                                                                  | Galles                                                                 | Amichevole                                                             | -                                                                      |                                                                        |
| 27-5-1992                                                              | Sittard                                                                | Paesi Bassi                                                            | 3 – 2                                                                  | Austria                                                                | Amichevole                                                             | -                                                                      |                                                                        |
| 19-8-1992                                                              | Bratislava                                                             | Cecoslovacchia                                                         | 2 – 2                                                                  | Austria                                                                | Amichevole                                                             | -                                                                      |                                                                        |
| 14-10-1992                                                             | Parigi                                                                 | Francia                                                                | 2 – 0                                                                  | Austria                                                                | Qual. Mondiali 1994                                                    | -                                                                      |                                                                        |
| 28-10-1992                                                             | Vienna                                                                 | Austria                                                                | 5 – 2                                                                  | Israele                                                                | Qual. Mondiali 1994                                                    | 2                                                                      |                                                                        |
| 18-11-1992                                                             | Norimberga                                                             | Germania                                                               | 0 – 0                                                                  | Austria                                                                | Amichevole                                                             | -                                                                      |                                                                        |
| 27-3-1993                                                              | Vienna                                                                 | Austria                                                                | 0 – 1                                                                  | Francia                                                                | Qual. Mondiali 1994                                                    | -                                                                      | cap.                                                                   |
| 14-4-1993                                                              | Vienna                                                                 | Austria                                                                | 3 – 1                                                                  | Bulgaria                                                               | Qual. Mondiali 1994                                                    | -                                                                      | cap.                                                                   |
| 13-5-1993                                                              | Helsinki                                                               | Finlandia                                                              | 3 – 1                                                                  | Austria                                                                | Qual. Mondiali 1994                                                    | -                                                                      | cap.                                                                   |
| 19-5-1993                                                              | Stoccolma                                                              | Svezia                                                                 | 1 – 0                                                                  | Austria                                                                | Qual. Mondiali 1994                                                    | -                                                                      | cap.                                                                   |
| 25-8-1993                                                              | Vienna                                                                 | Austria                                                                | 3 – 0                                                                  | Finlandia                                                              | Qual. Mondiali 1994                                                    | 1                                                                      | cap.                                                                   |
| 13-10-1993                                                             | Sofia                                                                  | Bulgaria                                                               | 4 – 1                                                                  | Austria                                                                | Qual. Mondiali 1994                                                    | 1                                                                      | cap.                                                                   |
| 10-11-1993                                                             | Vienna                                                                 | Austria                                                                | 1 – 1                                                                  | Svezia                                                                 | Qual. Mondiali 1994                                                    | 1                                                                      | cap.                                                                   |
| 23-3-1994                                                              | Linz                                                                   | Austria                                                                | 1 – 1                                                                  | Ungheria                                                               | Amichevole                                                             | -                                                                      | cap.                                                                   |
| 20-4-1994                                                              | Vienna                                                                 | Austria                                                                | 1 – 2                                                                  | Scozia                                                                 | Amichevole                                                             | -                                                                      | cap.                                                                   |
| 17-8-1994                                                              | Klagenfurt am Wörthersee                                               | Austria                                                                | 0 – 3                                                                  | Russia                                                                 | Amichevole                                                             | -                                                                      | cap.                                                                   |
| 29-3-1995                                                              | Salisburgo                                                             | Austria                                                                | 5 – 0                                                                  | Lettonia                                                               | Qual. Euro 1996                                                        | 2                                                                      |                                                                        |
| 26-4-1995                                                              | Salisburgo                                                             | Austria                                                                | 7 – 0                                                                  | Liechtenstein                                                          | Qual. Euro 1996                                                        | -                                                                      |                                                                        |
| 11-6-1995                                                              | Dublino                                                                | Irlanda                                                                | 1 – 3                                                                  | Austria                                                                | Qual. Euro 1996                                                        | -                                                                      |                                                                        |
| 11-10-1995                                                             | Vienna                                                                 | Austria                                                                | 1 – 1                                                                  | Portogallo                                                             | Qual. Euro 1996                                                        | -                                                                      |                                                                        |
| 15-11-1995                                                             | Belfast                                                                | Irlanda del Nord                                                       | 5 – 3                                                                  | Austria                                                                | Qual. Euro 1996                                                        | -                                                                      |                                                                        |
| 24-4-1996                                                              | Budapest                                                               | Ungheria                                                               | 0 – 2                                                                  | Austria                                                                | Amichevole                                                             | -                                                                      |                                                                        |
| 29-5-1996                                                              | Salisburgo                                                             | Austria                                                                | 1 – 0                                                                  | Rep. Ceca                                                              | Amichevole                                                             | -                                                                      |                                                                        |
| 31-8-1996                                                              | Vienna                                                                 | Austria                                                                | 0 – 0                                                                  | Scozia                                                                 | Qual. Mondiali 1998                                                    | -                                                                      |                                                                        |
| 9-10-1996                                                              | Stoccolma                                                              | Svezia                                                                 | 0 – 1                                                                  | Austria                                                                | Qual. Mondiali 1998                                                    | 1                                                                      |                                                                        |
| 9-11-1996                                                              | Vienna                                                                 | Austria                                                                | 2 – 1                                                                  | Lettonia                                                               | Qual. Mondiali 1998                                                    | 1                                                                      |                                                                        |
| 18-3-1997                                                              | Lubiana                                                                | Slovenia                                                               | 2 – 0                                                                  | Austria                                                                | Amichevole                                                             | -                                                                      |                                                                        |
| 2-4-1997                                                               | Glasgow                                                                | Scozia                                                                 | 2 – 0                                                                  | Austria                                                                | Qual. Mondiali 1998                                                    | -                                                                      |                                                                        |
| 30-4-1997                                                              | Vienna                                                                 | Austria                                                                | 2 – 0                                                                  | Estonia                                                                | Qual. Mondiali 1998                                                    | -                                                                      |                                                                        |
| 8-6-1997                                                               | Riga                                                                   | Lettonia                                                               | 1 – 3                                                                  | Austria                                                                | Qual. Mondiali 1998                                                    | -                                                                      |                                                                        |
| 20-8-1997                                                              | Tallinn                                                                | Estonia                                                                | 0 – 3                                                                  | Austria                                                                | Qual. Mondiali 1998                                                    | -                                                                      |                                                                        |
| 6-9-1997                                                               | Vienna                                                                 | Austria                                                                | 1 – 0                                                                  | Svezia                                                                 | Qual. Mondiali 1998                                                    | 1                                                                      |                                                                        |
| 10-9-1997                                                              | Minsk                                                                  | Bielorussia                                                            | 0 – 1                                                                  | Austria                                                                | Qual. Mondiali 1998                                                    | -                                                                      |                                                                        |
| 11-10-1997                                                             | Vienna                                                                 | Austria                                                                | 4 – 0                                                                  | Bielorussia                                                            | Qual. Mondiali 1998                                                    | -                                                                      |                                                                        |
| 25-3-1998                                                              | Vienna                                                                 | Austria                                                                | 2 – 3                                                                  | Ungheria                                                               | Amichevole                                                             | -                                                                      |                                                                        |
| 22-4-1998                                                              | Vienna                                                                 | Austria                                                                | 0 – 3                                                                  | Stati Uniti                                                            | Amichevole                                                             | -                                                                      |                                                                        |
| 27-5-1998                                                              | Vienna                                                                 | Austria                                                                | 2 – 1                                                                  | Tunisia                                                                | Amichevole                                                             | -                                                                      |                                                                        |
| 2-6-1998                                                               | Salisburgo                                                             | Austria                                                                | 6 – 0                                                                  | Liechtenstein                                                          | Amichevole                                                             | -                                                                      |                                                                        |
| 11-6-1998                                                              | Tolosa                                                                 | Camerun                                                                | 1 – 1                                                                  | Austria                                                                | Mondiali 1998 - 1º turno                                               | -                                                                      |                                                                        |
| 17-6-1998                                                              | Saint-Étienne                                                          | Austria                                                                | 1 – 1                                                                  | Cile                                                                   | Mondiali 1998 - 1º turno                                               | -                                                                      |                                                                        |
| 23-6-1998                                                              | Parigi                                                                 | Italia                                                                 | 2 – 1                                                                  | Austria                                                                | Mondiali 1998 - 1º turno                                               | 1                                                                      |                                                                        |
| 10-3-1999                                                              | San Gallo                                                              | Svizzera                                                               | 4 – 2                                                                  | Austria                                                                | Amichevole                                                             | 2                                                                      | cap.                                                                   |
| 27-3-1999                                                              | Valencia                                                               | Spagna                                                                 | 9 – 0                                                                  | Austria                                                                | Qual. Euro 2000                                                        | -                                                                      | cap.                                                                   |
| 28-4-1999                                                              | Graz                                                                   | Austria                                                                | 7 – 0                                                                  | San Marino                                                             | Qual. Euro 2000                                                        | 1                                                                      | cap.                                                                   |
| 6-6-1999                                                               | Tel Aviv                                                               | Israele                                                                | 5 – 0                                                                  | Austria                                                                | Qual. Euro 2000                                                        | -                                                                      | cap.                                                                   |
| 9-10-1999                                                              | Vienna                                                                 | Austria                                                                | 3 – 1                                                                  | Cipro                                                                  | Qual. Euro 2000                                                        | 1                                                                      |                                                                        |
| 23-2-2000                                                              | Calamata                                                               | Grecia                                                                 | 4 – 1                                                                  | Austria                                                                | Amichevole                                                             | -                                                                      | cap.                                                                   |
| 29-3-2000                                                              | Vienna                                                                 | Austria                                                                | 1 – 1                                                                  | Svezia                                                                 | Amichevole                                                             | -                                                                      | cap.                                                                   |
| 26-4-2000                                                              | Vienna                                                                 | Austria                                                                | 1 – 2                                                                  | Croazia                                                                | Amichevole                                                             | -                                                                      | cap.                                                                   |
| 16-8-2000                                                              | Budapest                                                               | Ungheria                                                               | 1 – 1                                                                  | Austria                                                                | Amichevole                                                             | -                                                                      | cap.                                                                   |
| 1-9-2000                                                               | Graz                                                                   | Austria                                                                | 5 – 1                                                                  | Iran                                                                   | Amichevole                                                             | 1                                                                      |                                                                        |
| 7-10-2000                                                              | Vaduz                                                                  | Liechtenstein                                                          | 0 – 1                                                                  | Austria                                                                | Qual. Mondiali 2002                                                    | -                                                                      | cap.                                                                   |
| 11-10-2000                                                             | Vienna                                                                 | Austria                                                                | 1 – 1                                                                  | Spagna                                                                 | Qual. Mondiali 2002                                                    | -                                                                      | cap.                                                                   |
| 28-2-2001                                                              | Fiume                                                                  | Croazia                                                                | 1 – 0                                                                  | Austria                                                                | Amichevole                                                             | -                                                                      | cap.                                                                   |
| 24-3-2001                                                              | Sarajevo                                                               | Bosnia ed Erzegovina                                                   | 1 – 1                                                                  | Austria                                                                | Qual. Mondiali 2002                                                    | -                                                                      | cap.                                                                   |
| 28-3-2001                                                              | Vienna                                                                 | Austria                                                                | 2 – 1                                                                  | Israele                                                                | Qual. Mondiali 2002                                                    | 1                                                                      | cap.                                                                   |
| 25-4-2001                                                              | Innsbruck                                                              | Austria                                                                | 2 – 0                                                                  | Liechtenstein                                                          | Qual. Mondiali 2002                                                    | -                                                                      | cap.                                                                   |
| 15-8-2001                                                              | Vienna                                                                 | Austria                                                                | 1 – 2                                                                  | Svizzera                                                               | Amichevole                                                             | 1                                                                      | cap.                                                                   |
| 1-9-2001                                                               | Barcellona                                                             | Spagna                                                                 | 4 – 0                                                                  | Austria                                                                | Qual. Mondiali 2002                                                    | -                                                                      | cap.                                                                   |
| 5-9-2001                                                               | Vienna                                                                 | Austria                                                                | 2 – 0                                                                  | Bosnia ed Erzegovina                                                   | Qual. Mondiali 2002                                                    | 2                                                                      | cap.                                                                   |
| 27-10-2001                                                             | Gerusalemme                                                            | Israele                                                                | 1 – 1                                                                  | Austria                                                                | Qual. Mondiali 2002                                                    | 1                                                                      | cap.                                                                   |
| 10-11-2001                                                             | Salisburgo                                                             | Austria                                                                | 0 – 1                                                                  | Turchia                                                                | Qual. Mondiali 2002                                                    | -                                                                      | cap.                                                                   |
| 14-11-2001                                                             | Ankara                                                                 | Turchia                                                                | 5 – 0                                                                  | Austria                                                                | Qual. Mondiali 2002                                                    | -                                                                      | cap.                                                                   |
| 27-3-2002                                                              | Vienna                                                                 | Austria                                                                | 2 – 0                                                                  | Slovenia                                                               | Amichevole                                                             | -                                                                      | cap.                                                                   |
| 17-4-2002                                                              | Vienna                                                                 | Austria                                                                | 0 – 0                                                                  | Camerun                                                                | Amichevole                                                             | -                                                                      | cap.                                                                   |
| 18-5-2002                                                              | Leverkusen                                                             | Germania                                                               | 6 – 2                                                                  | Austria                                                                | Amichevole                                                             | -                                                                      | cap.                                                                   |
| 7-9-2002                                                               | Vienna                                                                 | Austria                                                                | 2 – 0                                                                  | Moldavia                                                               | Qual. Euro 2004                                                        | 2                                                                      | cap.                                                                   |
| 12-10-2002                                                             | Minsk                                                                  | Bielorussia                                                            | 0 – 2                                                                  | Austria                                                                | Qual. Euro 2004                                                        | -                                                                      |                                                                        |
| 16-10-2002                                                             | Vienna                                                                 | Austria                                                                | 0 – 3                                                                  | Paesi Bassi                                                            | Qual. Euro 2004                                                        | -                                                                      | cap.                                                                   |
| 20-11-2002                                                             | Vienna                                                                 | Austria                                                                | 0 – 1                                                                  | Norvegia                                                               | Amichevole                                                             | -                                                                      | cap.                                                                   |
| 26-3-2003                                                              | Graz                                                                   | Austria                                                                | 2 – 2                                                                  | Grecia                                                                 | Amichevole                                                             | -                                                                      | cap.                                                                   |
| 2-4-2003                                                               | Praga                                                                  | Rep. Ceca                                                              | 4 – 0                                                                  | Austria                                                                | Qual. Euro 2004                                                        | -                                                                      | cap.                                                                   |
| 30-4-2003                                                              | Glasgow                                                                | Scozia                                                                 | 0 – 2                                                                  | Austria                                                                | Amichevole                                                             | -                                                                      |                                                                        |
| Totale                                                                 |                                                                        | Presenze (3º posto)                                                    | 103                                                                    |                                                                        | Reti (9º posto)                                                        | 26                                                                     |                                                                        |

## Palmarès

### Giocatore

#### Club

##### Competizioni nazionali
- Campionato austriaco: 1

Rapid Vienna: 1987-1988
- Supercoppe d'Austria: 2

Rapid Vienna: 1987, 1988
- Campionato tedesco: 1

Werder Brema: 1992-1993
- Coppa di Germania: 2

Werder Brema: 1993-1994, 1998-1999
- Supercoppa di Germania: 2

Werder Brema: 1993, 1994

##### Competizioni internazionali
- Coppa UEFA: 1

Bayern: 1995-1996
- Coppa Intertoto UEFA: 1

Werder Brema: 1998

#### Individuale
- Calciatore austriaco dell'anno: 1

1992